# Société préhistorique française
La Société préhistorique française est une société savante associative fondée en 1904, reconnue d'utilité publique en 1910. Elle a obtenu le Grand Prix de l’Archéologie en 1982. Ses principales activités sont l'organisation de réunions scientifiques et la publication de monographies, d'actes de colloques et de la revue Bulletin de la Société préhistorique française.

## Historique
L'idée de créer une société regroupant les « palethnologues » français, les archéologues s'intéressant à la Préhistoire, a été conçue en 1903 lors de la fouille de la Baume Croupatière ou grotte Saint-Gervais à Bonnieux (Vaucluse) par Marc Deydier, notaire de Cucuron, Anfos Martin, Albert Moirenc, Ivan Pranishnikoff, un des fondateurs de la Nacioun gardiano, Paul Raymond, médecin à Pont-Saint-Esprit et Frédéric Lazard, maire de Sivergues. L'idée se concrétise en janvier 1904 avec la création de la Société préhistorique de France, qui, en 1912, prendra le nom de Société préhistorique française.
Les objectifs de la société sont définis dès sa première séance le 6 janvier 1904 : dresser une biographie des ouvrages et articles paraissant sur la préhistoire, assurer une correspondance entre les membres donnant lieu à discussion, recenser les découvertes préhistoriques récentes et les collections particulières, et d'une manière plus générale d'aborder toutes les questions en lien avec les études préhistoriques. Chaque question doit faire l'objet d'un rapport présenté en séance par un rapporteur, le rapport et la discussion qui en découle étant publiés dans le bulletin de la Société préhistorique française.

## Anciens présidents
La Société préhistorique française a notamment été présidée par Léon Henri-Martin, Léon Coutil, Armand Viré, Jean Pagès-Allary, Félix Régnault, André Vayson de Pradenne, Paul Rivet, Saint-Just Péquart, Henri Breuil, André Leroi-Gourhan, Louis-René Nougier, Camille Arambourg, René Joffroy, Pierre-Roland Giot, Jacques Briard, Denise de Sonneville-Bordes, Yves Coppens, Jean Roche, Jean Clottes et Jacques Jaubert,.
Gérard Bailloud, Christiane Éluère, Jean Clottes, Yves Coppens, Henri de Lumley, Jean Guilaine, Jean-Pierre Mohen, Claude Constantin et Jean Leclerc en sont présidents d'honneur.
| Portrait                                                                        | Identité                                     | Période     | Période     | Durée         |
| Portrait                                                                        | Identité                                     | Début       | Fin         | Durée         |
| ------------------------------------------------------------------------------- | -------------------------------------------- | ----------- | ----------- | ------------- |
| Émile Rivière, photographié en 1875.                                            | Émile Rivière (1835 - 1922)                  | 1904        | 1905        | 1 an          |
| Lionel Bonnemère                                                                | Lionel Bonnemère (1843 - 1905)               | 1905        | 1905        | moins d’un an |
| Adrien de Mortillet                                                             | Adrien de Mortillet (1853 - 1931)            | 1906        | 1907        | 1 an          |
| Pas de portrait sous licence libre disponible pour P. H. M. Ballet.             | P. H. M. Ballet (d) (XIXe siècle - 1920)     | 1907        | 1908        | 1 an          |
| Théodore Baudon                                                                 | Théodore Baudon (1848 - 1913)                | 1908        | 1909        | 1 an          |
| Adrien Guebhard                                                                 | Adrien Guebhard (1849 - 1924)                | 1909        | 1910        | 1 an          |
| Pas de portrait sous licence libre disponible pour Léon Henri-Martin.           | Léon Henri-Martin (1864 - 1936)              | 1910        | 1911        | 1 an          |
| Léon Coutil                                                                     | Léon Coutil (1856 - 1943)                    | 1911        | 1912        | 1 an          |
| Armand Viré                                                                     | Armand Viré (1869 - 1951)                    | 1912        | 1913        | 1 an          |
| Pas de portrait sous licence libre disponible pour Edmond Hue.                  | Edmond Hue (d) (1863 - 1943)                 | 1913        | 1914        | 1 an          |
| Emile Atgier                                                                    | Emile Atgier (d), (1850 - 1915)              | 1914        | 1918        | 4 ans         |
| Joseph Achille Le Bel                                                           | Joseph Achille Le Bel (1847 - 1930)          | 1918        | 1920        | 2 ans         |
| Armand Viré                                                                     | Armand Viré (1869 - 1951)                    | 1920        | 1921        | 1 an          |
| Jean Pagès-Allary                                                               | Jean Pagès-Allary (1863 - 1926)              | 1921        | 1922        | 1 an          |
| Pas de portrait sous licence libre disponible pour Paul de Givenchy.            | Paul de Givenchy (d) (1862 - 1939)           | 1922        | 1923        | 1 an          |
| Joseph Achille Le Bel                                                           | Joseph Achille Le Bel (1847 - 1930)          | 1923        | 1924        | 1 an          |
| Georges Courty                                                                  | Georges Courty (d) (1875 - 1953)             | 1925        | 1926        | 1 an          |
| Pas de portrait sous licence libre disponible pour Léon Desailly.               | Léon Desailly (d) (XIXe siècle - XXe siècle) | 1926        | 1927        | 1 an          |
| Léon Coutil                                                                     | Léon Coutil (1856 - 1943)                    | 1927        | 1928        | 1 an          |
| Félix Régnault vers 1898.                                                       | Félix Régnault (1847 - 1908)                 | 1928        | 1929        | 1 an          |
| Pas de portrait sous licence libre disponible pour Georges Poisson.             | Georges Poisson (d) (1861 - 1943)            | 1929        | 1930        | 1 an          |
| Pas de portrait sous licence libre disponible pour André Vayson de Pradenne.    | André Vayson de Pradenne (1888 - 1939)       | 1930        | 1931        | 1 an          |
| Pas de portrait sous licence libre disponible pour Paul Royer.                  | Paul Royer (d) (mort au XXe siècle)          | 1931        | 1932        | 1 an          |
| Pas de portrait sous licence libre disponible pour Louis Vésignié.              | Louis Vésignié (d) (1870 - 1954)             | 1932        | 1933        | 1 an          |
| Paul Rivet                                                                      | Paul Rivet (1876 - 1958)                     | 1933        | 1934        | 1 an          |
| Pas de portrait sous licence libre disponible pour Edmond Vignard.              | Edmond Vignard (1885 - 1969)                 | 1934        | 1935        | 1 an          |
| Marthe et Saint-Just Péquart à Téviec en 1928.Muséum de Toulouse                | Saint-Just Péquart (1881 - 1944)             | 1935        | 1936        | 1 an          |
| Henri Breuil                                                                    | Henri Breuil (1877 - 1961)                   | 1936        | 1937        | 1 an          |
| Pas de portrait sous licence libre disponible pour F. Pupil.                    | F. Pupil (d) (1877 - XXe siècle)             | 1938        | 1939        | 1 an          |
| Pas de portrait sous licence libre disponible pour Henri Desmaisons.            | Henri Desmaisons (d) (1872 - 1949)           | 1939        | 1940        | 1 an          |
| Pas de portrait sous licence libre disponible pour Stéphen Chauvet.             | Stéphen Chauvet (1885 - 1950)                | 1940        | 1945        | 5 ans         |
| Pas de portrait sous licence libre disponible pour Léon Coutier.                | Léon Coutier (d)                             | 1946        | 1947        | 1 an          |
| Pas de portrait sous licence libre disponible pour Maurice Exsteens.            | Maurice Exsteens (d)                         | 1947        | 1948        | 1 an          |
| Pas de portrait sous licence libre disponible pour Louis Vésignié.              | Louis Vésignié (d) (1870 - 1954)             | 1948        | 1949        | 1 an          |
| Marie-Henriette Alimen, 5 novembre 2007.                                        | Marie-Henriette Alimen (1900 - 1996)         | 1949        | 1950        | 1 an          |
| Pas de portrait sous licence libre disponible pour Jacques Blanchard.           | Jacques Blanchard (d) (1897 - XXe siècle)    | 1950        | 1951        | 1 an          |
| Pas de portrait sous licence libre disponible pour Guy Gaudron.                 | Guy Gaudron (d) (1891 - 1965)                | 1951        | 1952        | 1 an          |
| André Leroi-Gourhan                                                             | André Leroi-Gourhan (1911 - 1986)            | 1952        | 1953        | 1 an          |
| Louis-René Nougier                                                              | Louis-René Nougier (1912 - 1995)             | 1953        | 1954        | 1 an          |
| Henri Breuil                                                                    | Henri Breuil (1877 - 1961)                   | 1954        | 1955        | 1 an          |
| Pas de portrait sous licence libre disponible pour André Cheynier.              | André Cheynier (d) (1893 - 1968)             | 1955        | 1956        | 1 an          |
| Camille Arambourg par le Studio Harcourt                                        | Camille Arambourg (1885 - 1969)              | 1956        | 1957        | 1 an          |
| Pas de portrait sous licence libre disponible pour Robert Jullien.              | Robert Jullien (d)                           | 1957        | 1958        | 1 an          |
| Pas de portrait sous licence libre disponible pour Marcel Chassaing.            | Marcel Chassaing (d) (1890 - 1985)           | 1958        | 1959        | 1 an          |
| Pas de portrait sous licence libre disponible pour René Joffroy.                | René Joffroy, (1915 - 1986)                  | 1959        | 1960        | 1 an          |
| Marie-Henriette Alimen, 5 novembre 2007.                                        | Marie-Henriette Alimen (1900 - 1996)         | 1960        | 1961        | 1 an          |
| Pas de portrait sous licence libre disponible pour Pierre-Roland Giot.          | Pierre-Roland Giot (1919 - 2002)             | 1961        | 1962        | 1 an          |
| Pas de portrait sous licence libre disponible pour Germaine Henri-Martin.       | Germaine Henri-Martin (1902 - 1975)          | 1962        | 1963        | 1 an          |
| Pas de portrait sous licence libre disponible pour Jean-Jacques Hatt.           | Jean-Jacques Hatt (1913 - 1997)              | 1963        | 1964        | 1 an          |
| Pas de portrait sous licence libre disponible pour Lionel Balout.               | Lionel Balout (1907 - 1992)                  | 1964        | 1965        | 1 an          |
| Marie-Henriette Alimen, 5 novembre 2007.                                        | Marie-Henriette Alimen (1900 - 1996)         | 1965        | 1966        | 1 an          |
| Pas de portrait sous licence libre disponible pour René Joffroy.                | René Joffroy, (1915 - 1986)                  | 1966        | 1967        | 1 an          |
| Pas de portrait sous licence libre disponible pour Jean Chavaillon.             | Jean Chavaillon (d), (1925 - 2013)           | 1967        | 1968        | 1 an          |
| Roger Grosjean                                                                  | Roger Grosjean, (1920 - 1975)                | 1968        | 1969        | 1 an          |
| Pas de portrait sous licence libre disponible pour Henri Delporte.              | Henri Delporte (1920 - 2002)                 | 1969        | 1970        | 1 an          |
| Pas de portrait sous licence libre disponible pour Gérard Bailloud.             | Gérard Bailloud (d) (1919 - 2010)            | 1970        | 1971        | 1 an          |
| Pas de portrait sous licence libre disponible pour Arlette Leroi-Gourhan.       | Arlette Leroi-Gourhan (1913 - 2005)          | 1971        | 1972        | 1 an          |
| Pas de portrait sous licence libre disponible pour Jacques Briard.              | Jacques Briard (1933 - 2002)                 | 1972        | 1973        | 1 an          |
| Pas de portrait sous licence libre disponible pour Jacques Hinout.              | Jacques Hinout (d) (1918 - 2007)             | 1973        | 1974        | 1 an          |
| Pas de portrait sous licence libre disponible pour Fernand Champagne.           | Fernand Champagne (d) (né au XXe siècle)     | 1974        | 1975        | 1 an          |
| Pas de portrait sous licence libre disponible pour Denise de Sonneville-Bordes. | Denise de Sonneville-Bordes, (1919 - 2008)   | 1975        | 1976        | 1 an          |
| Yves Coppens en 2008.                                                           | Yves Coppens (1934 - 2022)                   | 1976        | 1977        | 1 an          |
| Pas de portrait sous licence libre disponible pour André Chollet.               | André Chollet (d) (1925 - 2006)              | 1977        | 1978        | 1 an          |
| Pas de portrait sous licence libre disponible pour Jean Roche.                  | Jean Roche (1913 - 2008)                     | 1978        | 1979        | 1 an          |
| Pas de portrait sous licence libre disponible pour Eugène Bonifay.              | Eugène Bonifay (d) (1927 - 2019)             | 1979        | 1980        | 1 an          |
| Jean Clottes, 10 septembre 2008.                                                | Jean Clottes (né en 1933)                    | 1980        | 1981        | 1 an          |
| Pas de portrait sous licence libre disponible pour Jean-Pierre Mohen.           | Jean-Pierre Mohen (1944 - 2021)              | 1981        | 1982        | 1 an          |
| Pas de portrait sous licence libre disponible pour Bernard Vandermeersch.       | Bernard Vandermeersch (né en 1937)           | 1982        | 1983        | 1 an          |
| Pas de portrait sous licence libre disponible pour Gilles Gaucher.              | Gilles Gaucher (d) (1930 - 2012)             | 1983        | 1985        | 2 ans         |
| Pas de portrait sous licence libre disponible pour Fernand Champagne.           | Fernand Champagne (d), (né au XXe siècle)    | 1985        | 1987        | 2 ans         |
| Pas de portrait sous licence libre disponible pour François Poplin.             | François Poplin (d) (né en 1943)             | 1987        | 1988        | 1 an          |
| Pas de portrait sous licence libre disponible pour Jean-Pierre Mohen.           | Jean-Pierre Mohen, (1944 - 2021)             | 1988        | 1989        | 1 an          |
| Pas de portrait sous licence libre disponible pour Christiane Éluère.           | Christiane Éluère (née en 1946)              | 1990        | 1991        | 1 an          |
| Pas de portrait sous licence libre disponible pour Jean-Claude Blanchet.        | Jean-Claude Blanchet (d) (né en 1945)        | 1991        | 1992        | 1 an          |
| Pas de portrait sous licence libre disponible pour Alain Tuffreau.              | Alain Tuffreau (d) (né au XXe siècle)        | années 1990 | années 1990 |               |
| Pas de portrait sous licence libre disponible pour André Chollet.               | André Chollet (d) (1925 - 2006)              | 1994        | 1996        | 2 ans         |
| Pas de portrait sous licence libre disponible pour Claude Constantin.           | Claude Constantin (d) (né au XXe siècle)     | 1996        | 1998        | 2 ans         |
| Pas de portrait sous licence libre disponible pour Jean Leclerc.                | Jean Leclerc (d) (1931 - 2012)               | 1998        | 1999        | 1 an          |
| Pas de portrait sous licence libre disponible pour Claude Burnez.               | Claude Burnez (1927 - 2011)                  | 1999        | années 2000 |               |
| Pas de portrait sous licence libre disponible pour Jean-Pierre Fagnart.         | Jean-Pierre Fagnart (d) (né au XXe siècle)   | années 2000 | 2005        |               |
| Pas de portrait sous licence libre disponible pour Daniel Mordant.              | Daniel Mordant (d) (né au XXe siècle)        | années 2000 | années 2000 |               |
| Pas de portrait sous licence libre disponible pour Catherine Louboutin.         | Catherine Louboutin (d) (née au XXe siècle)  | années 2000 | 2005        |               |
| Pas de portrait sous licence libre disponible pour Gilbert Pion.                | Gilbert Pion (d) (né en 1936)                | 2006        | 2008        | 2 ans         |
| Pas de portrait sous licence libre disponible pour Laure Salanova.              | Laure Salanova (d) (née en 1969)             | 2010        | 2011        | 1 an          |
| Jacques Jaubert                                                                 | Jacques Jaubert (né en 1957)                 | 2012        | 2013        | 1 an          |
| Pas de portrait sous licence libre disponible pour Claude Mordant.              | Claude Mordant (d) (né au XXe siècle)        | 2014        | 2018        | 4 ans         |
| Pas de portrait sous licence libre disponible pour Claire Manen.                | Claire Manen (née au XXe siècle)             | 2019        | 2021        | 2 ans         |
| Jean-Denis Vigne                                                                | Jean-Denis Vigne (né en 1954)                | 2022        |             |               |